# Liste der Monuments historiques in Les Petites-Loges
Die Liste der Monuments historiques in Les Petites-Loges führt die Monuments historiques in der französischen Gemeinde Les Petites-Loges auf.

## Liste der Objekte
| Bezeichnung | Beschreibung           | Standort                                 | Kennzeichnung | Schutzstatus | Datum | Bild |
| ----------- | ---------------------- | ---------------------------------------- | ------------- | ------------ | ----- | ---- |
| Kruzifix    | Holz, 17. Jahrhundert  | in der Kirche St-Pierre-aux-Liens (Lage) | PM51003589    | Inscrit      | 1989  |      |
| Grabstein   | Stein, bezeichnet 1360 | in der Kirche St-Pierre-aux-Liens (Lage) | PM51000633    | Classé       | 1908  |      |
| Glocke      | Bronze, 1733 gegossen  | in der Kirche St-Pierre-aux-Liens (Lage) | PM51000634    | Classé       | 1908  |      |